# 閔克難
閔克難（芬蘭語：Esko Mikkola，1928年6月30日—2003年3月24日），芬蘭人，赫爾辛基大學藥學研究所畢業，曾任嘉義基督教醫院、屏東基督教醫院及彰化基督教醫院的藥劑師，並於1976年-1982年間擔任屏基院長。第6屆醫療奉獻獎得主。

## 生平
- 1952年，與閔露雅（Irja Viljanen，1926.6.10-2017.3.18）結婚。1961年，出任Medipolar藥廠技術經理，全家搬往奧盧。[2]
- 1964年，向基督教芬蘭信義會差會請纓成為海外宣教士，得知嘉義基督教醫院院長戴德森正在尋求藥劑師。[3]
- 1965年，抵達臺灣，於嘉義基督教醫院負責製備藥劑及藥局管理，並學習國、臺語以便溝通。[4]
- 1972年，至屏東基督教醫院藥劑室任職[5]。同時協助彰化基督教醫院規劃藥局。[6]
- 1976-1982年，擔任屏東基督教醫院院長。
- 1982年，退休返回芬蘭。[1]
- 1996年，獲第6屆醫療奉獻獎。戴德森亦於同年獲獎。[7]
- 2003年，因心臟病過世，享年75歲。[1]